# Paul Nocard
Paul Nocard (Paris, 1869 – avant 1932) est un industriel dans le domaine du parfum, collectionneur d’art et mécène français.

## Biographie
Peu d’éléments sont connus sur sa vie personnelle.
Nocard est actif dans le milieu parisien du luxe et de la parfumerie : il est l’un des dirigeants de la maison de parfums L.T. Piver dans les années 1910.

## Commandes artistiques

### La Dansede Joseph Bernard
En 1911, Paul Nocard commande au sculpteur Joseph Bernard une frise monumentale intitulée La Danse pour orner le salon de musique de son hôtel particulier à Neuilly-sur-Seine.
Réalisée en pierre entre 1911 et 1913, l’œuvre est aujourd’hui conservée au Musée d’Orsay.
La Danse devient célèbre lors de l'Exposition internationale des arts décoratifs modernes de 1925 : elle y orne plusieurs bâtiments vus comme autant de symboles de la modernité, comme le pavillon du Collectionneur construit par Pierre Patout.